# Campeonato Europeo de Halterofilia de 1995
El LXXIV Campeonato Europeo de Halterofilia se celebró en dos sedes: las competiciones masculinas en Varsovia (Polonia) entre el 2 y el 7 de mayo y las femeninas en Beer Sheva (Israel) entre el 2 y el 6 de junio de 1995, bajo la organización de la Federación Europea de Halterofilia (EWF), la Federación Polaca de Halterofilia y la Federación Israelita de Halterofilia.

## Medallistas

### Masculino
| Evento  | Oro                                                  | Plata                                                | Bronce                                               |
| ------- | ---------------------------------------------------- | ---------------------------------------------------- | ---------------------------------------------------- |
| 54 kg   | Halil Mutlu Turquía 130,0 + 155,0 = 285,0            | Ivan Ivanov Bulgaria 120,0 + 157,5 = 277,5           | Stefan Gueorguiev Bulgaria 115,0 + 145,0 = 260,0     |
| 59 kg   | Nikolai Peshalov Bulgaria 135,0 + 170,0 = 305,0      | Sevdalin Minchev Bulgaria 137,5 + 165,0 = 302,5      | Hafız Süleymanoğlu Turquía 135,0 + 162,5 = 297,5     |
| 64 kg   | Naim Süleymanoğlu Turquía 142,5 + 182,5 = 325,0      | Valerios Leonidis · Grecia · 140,0 + 182,5 = 322,5   | Petar Petrov Bulgaria 145,30 + 165,0 = 310,0         |
| 70 kg   | Fedail Güler Turquía 157,5 + 192,5 = 350,0           | Waldemar Kosiński · Polonia · 157,5 + 187,5 = 345,0  | Attila Feri · Hungría · 150,0 + 190,0 = 340,0        |
| 76 kg   | Andrzej Kozłowski · Polonia · 160,0 + 200,0 = 360,0  | Jachatur Kiapanaktsian Armenia 160,0 + 192,5 = 352,5 | Hovhannes Barseguian Armenia 160,0 + 190,0 = 350,0   |
| 83 kg   | Pyrros Dimas · Grecia · 177,5 + 210,0 = 387,5        | Andrzej Cofalik · Polonia · 167,5 + 205,0 = 372,5    | Dursun Sevinç Turquía 165,0 + 200,0 = 365,0          |
| 91 kg   | Akakios Kakiasvilis · Grecia · 180,0 + 227,5 = 407,5 | Plamen Bratoichev Bulgaria 177,5 + 210,0 = 387,5     | Alexandr Karapetian Armenia 172,5 + 210,0 = 382,5    |
| 99 kg   | Oleg Chiritsa Bielorrusia 175,0 + 220,0 = 395,0      | Denys Hotfrid · Ucrania · 180,0 + 215,0 = 395,0      | Krzysztof Zawadzki · Polonia · 172,5 + 220,0 = 392,5 |
| 108 kg  | Serguei Syrtsov · Rusia · 185,0 + 225,0 = 410,0      | Dariusz Osuch · Polonia · 172,5 + 227,5 = 400,0      | Serguei Flerko · Rusia · 177,5 + 222,5 = 400,0       |
| +108 kg | Andrei Chemerkin · Rusia · 190,0 + 252,5 = 442,5     | Manfred Nerlinger · Alemania · 182,5 + 235,0 = 417,5 | Pavlos Saltsidis · Grecia · 182,5 + 230,0 = 412,5    |

1. 1 2 3  Arrancada (kg) + dos tiempos (kg) = total olímpico (kg).

### Femenino
| Evento | Oro                                                | Plata                                                  | Bronce                                              |
| ------ | -------------------------------------------------- | ------------------------------------------------------ | --------------------------------------------------- |
| 46 kg  | Donka Mincheva Bulgaria 65,0 + 82,5 = 147,5        | Blanca Fernández García · España · 60,0 + 85,0 = 145,0 | Liubov Averianova · Rusia · 62,5 + 80,0 = 142,5     |
| 50 kg  | Anna Strumbu · Grecia · 72,5 + 90,0 = 162,5        | Csilla Földi · Hungría · 70,0 + 90,0 = 160,0           | Stéphanie Machefaux Francia 70,0 + 80,0 = 150,0     |
| 54 kg  | Neli Yankova Bulgaria 75,0 + 97,5 = 172,5          | Konstantina Misirlí · Grecia · 75,0 + 90,0 = 165,0     | Marina Kartashova · Rusia · 75,0 + 87,5 = 162,5     |
| 59 kg  | María Jristoforidu · Grecia · 90,0 + 110,0 = 200,0 | Tatiana Tezikova · Rusia · 80,0 + 105,0 = 185,0        | Jristina Ioannidi · Grecia · 77,5 + 95,0 = 172,5    |
| 64 kg  | Bénédicte Comblez Francia 85,0 + 107,5 = 192,5     | Erzsébet Márkus · Hungría · 90,0 + 102,5 = 192,5       | Svetlana Jabirova · Rusia · 82,5 + 107,5 = 190,0    |
| 70 kg  | Irina Kasimova · Rusia · 90,0 + 120,0 = 210,0      | Aigul Gafarova · Rusia · 90,0 + 110,0 = 200,0          | María Tatsi · Grecia · 90,0 + 107,5 = 197,5         |
| 76 kg  | Albina Jomich · Rusia · 102,5 + 122,5 = 225,0      | Mária Takács · Hungría · 97,5 + 120,0 = 217,5          | Panayota Antonopulu · Grecia · 95,0 + 120,0 = 215,0 |
| 83 kg  | Ala Fiodorova · Rusia · 95,0 + 117,5 = 212,5       | Monique Riesterer · Alemania · 95,0 + 115,0 = 210,0    | Line Mary Francia 95,0 + 110,0 = 205,0              |
| +83 kg | Myrtle Augee Reino Unido 95,0 + 120,0 = 215,0      | Veronika Tóbiás · Hungría · 97,5 + 115,0 = 212,5       | Erika Takács · Hungría · 97,5 + 112,5 = 210,0       |

1. 1 2 3  Arrancada (kg) + dos tiempos (kg) = total olímpico (kg).

## Medallero
| Núm. | País        | Oro | Plata | Bronce | Total |
| ---- | ----------- | --- | ----- | ------ | ----- |
| 1    | Rusia       | 5   | 2     | 4      | 11    |
| 2    | Grecia      | 4   | 2     | 4      | 10    |
| 3    | Bulgaria    | 3   | 3     | 2      | 8     |
| 4    | Turquía     | 3   | 0     | 2      | 5     |
| 5    | Polonia     | 1   | 3     | 1      | 5     |
| 6    | Francia     | 1   | 0     | 2      | 3     |
| 7    | Bielorrusia | 1   | 0     | 0      | 1     |
| 7    | Reino Unido | 1   | 0     | 0      | 1     |
| 9    | Hungría     | 0   | 4     | 2      | 6     |
| 10   | Alemania    | 0   | 2     | 0      | 2     |
| 11   | Armenia     | 0   | 1     | 2      | 3     |
| 12   | España      | 0   | 1     | 0      | 1     |
| 12   | Ucrania     | 0   | 1     | 0      | 1     |
|      | TOTAL       | 19  | 19    | 19     | 57    |